# Сражение близ Суздаля (1097)
Сражение близ Суздаля (1097) — решающее сражение в ходе междоусобной войны 1094—1097 годов, в котором Олег Святославич с муромцами был разбит соединёнными силами новгородцев, ростовцев (предположительно) и половцев во главе со старшим сыном Владимира Мономаха Мстиславом. Произошло 27 февраля 1097 года, на Фёдоровой неделе.
Традиционным местом битвы считается река Колокша. Однако, в летописном повествовании о подробностях сражения упоминается город Суздаль, расположенный от Колокши на расстоянии более 30 км. В связи с этим ряд историков, включая Владимира Кучкина, считают летописную Кулачку южной окраиной Суздаля.

## Предпосылки
В 1094 году, после смерти Всеволода Ярославича и поражения Святополка Изяславича киевского и Владимира Мономаха от половцев (1093), Олег с половцами активизировал свои попытки (после 16-летнего перерыва) вернуть отцовское наследство, осадил Чернигов и вынудил Мономаха покинуть его.
В 1096 году Владимир послал своего сына Изяслава занять Муром, а сам со Святополком двинулся на Чернигов. Олег бежал в Стародуб и был там осаждён. Воспользовавшись отсутствием основных киевских и переяславских сил, половцы атаковали южную Русь. Святополку и Владимиру удалось разгромить их на Трубеже.
Олег поехал через Смоленск, где княжил его брат Давыд, захватил Муром (при этом Изяслав погиб), затем занял Ростов и Суздаль. Тогда из Новгорода на Олега двинулся Мстислав Владимирович. В вину Олегу вменялось не столько возвращение Мурома, сколько вторжение в Ростово-Суздальскую землю, бывшую отчиной Мономаха. В устье реки Медведицы Мстислав впервые столкнулся с противником: Ярослав Святославич отступил. Затем и сам Олег отступил из Ростова и Суздаля (который поджёг во время ухода), а Мстислав остановился в Суздале и вскоре узнал о приближении войска Олега.

## Ход битвы

Бассейн Клязьмы

Мстислав поставил войска перед городом, напротив него через пожарище сожжёного посада стоял Олег. Вячеслав и половцы успели присоединиться к Мстиславу до начала сражения. Оба войска делились на две неравные по силе части по фронту, причём основным силам Мстислава противостояли главные силы Олега, а Вячеслав — Ярославу.
В упоминании движения Мстислава на противника редакция «Повести временных лет», включённая в Лаврентьевскую летопись, содержит слова новгородцы и ростовцы, в то время как в Ипатьевской и Радзивилловской слово ростовцы отсутствует. Это может объясняться участием ростовского летописца и вместе с тем свидетельствовать о возможном преувеличении участия местных сил в акции новгородского князя.
Полк Олега потерпел поражение и побежал, что привело к полной победе Мстислава.

## Последствия
Олег оставил брата Ярослава в Муроме, сам ушёл в Рязань. Мстислав заключил мир с муромцами, потом занял Рязань, из которой Олег вновь ушёл. Мстислав призвал Олега явиться на заключение мира, пообещав ему, в качестве крестника, быть посредником между ним и своим отцом:

Не убегай никуда, но пошли к братии своей с мольбою не лишать тебя Русской земли. И я пошлю к отцу просить за тебя

Съезд произошёл в замке Святославичей, в Любече. Несмотря на победы своих сыновей, Владимиру пришлось вместе с другими князьями признать права Святославичей на всю вотчину их отца: от Чернигова до Мурома и Тмутаракани, также Владимир вернул Курск.

## Интересный факт
В 1216 году, перед атакой позиций противника в Липицкой битве в той же местности, новгородцы спешились со словами:

Мы не хочем измрети на коних, но отцы наши билися на Колакши пѣши

Возможно, высказывание относилось к сражению 1177 года, однако нет сведений об участии новгородцев в том походе, хотя у них и была такая договорённость с Всеволодом Большое Гнездо.